# Trần Nguyên Hãn
Trần Nguyên Hãn (chữ Hán: 陳元扞, 1390–1429) là nhà quân sự Đại Việt thời Trần - Lê sơ. Ông là người thuộc dòng dõi nhà Trần, nổi bật với việc tham gia khởi nghĩa Lam Sơn do Lê Lợi lãnh đạo chống sự đô hộ của đế quốc Minh. Ông từng giữ chức Tư đồ (1424–1425), Thái úy (1427), chỉ huy các trận đánh giải phóng Tân Bình, Thuận Hóa (1425–1426), bao vây Đông Quan, công phá thành Xương Giang và chặn đường tiếp tế của quân Minh trong Trận Chi Lăng – Xương Giang (1427). 
Cuộc khởi nghĩa thắng lợi, Lê Lợi lên ngôi Hoàng đế, tức Lê Thái Tổ (1428). Trần Nguyên Hãn được phong làm Tả tướng quốc. Nhưng về sau vì tính đa nghi, Thái Tổ bắt tội ông khiến ông tự sát. Đến đời Hoàng đế Lê Nhân Tông, ông mới được ân xá và khôi phục chức vị.

## Các công trình gắn liền với tên tuổi Trần Nguyên Hãn

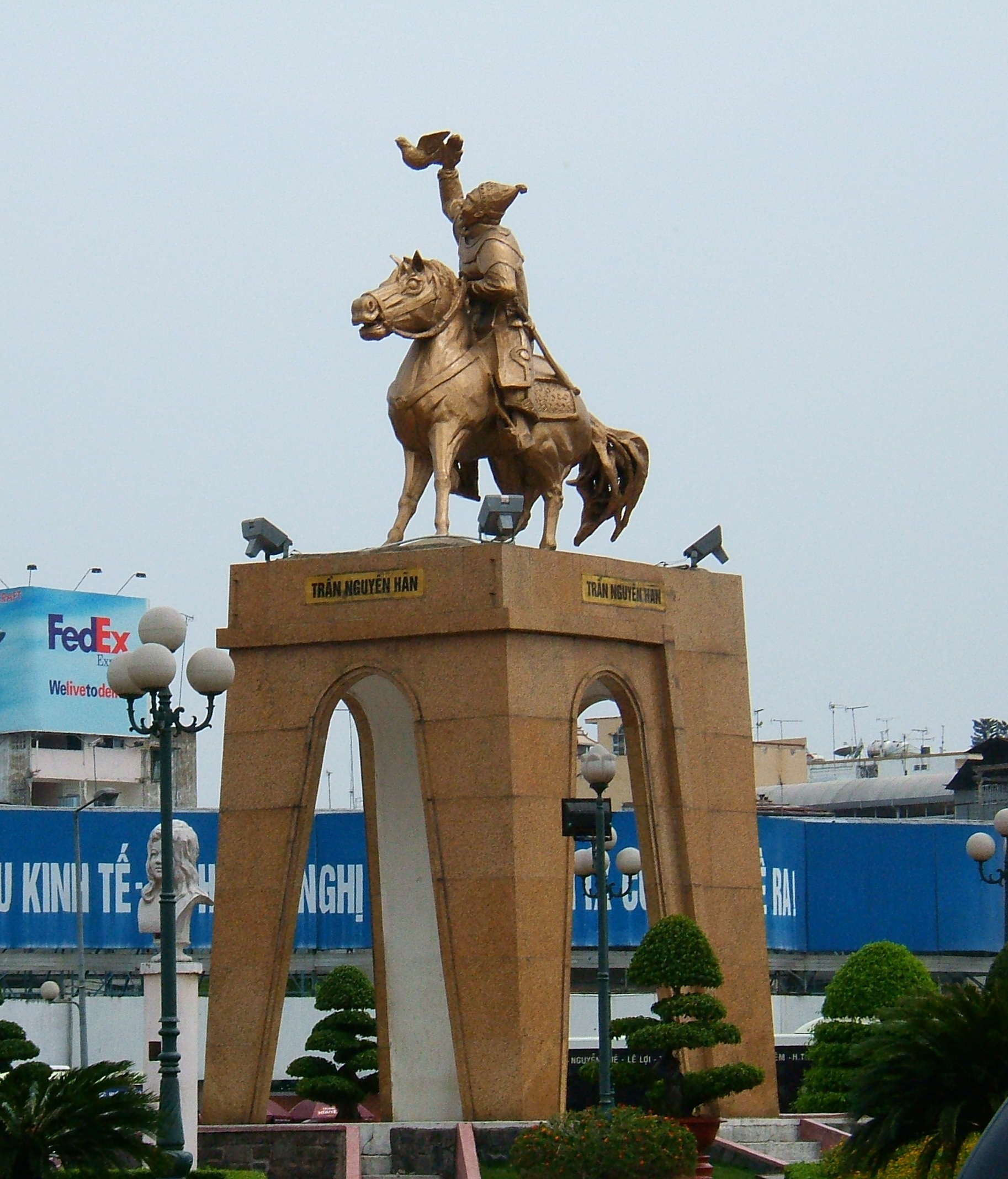
Tượng Trần Nguyên Hãn trước chợ Bến Thành, Thành phố Hồ Chí Minh